# 더그 바우저
더그 스펜서 바우저(영어: Doug Spencer Bowser, 1965년 8월 11일 ~ )는 현재 닌텐도 오브 아메리카의 사장을 맡은 미국의 기업인이다. 이전에 프록터 앤드 갬블과 일렉트로닉 아츠에서 근무했으며 2019년 레지 피서메이를 뒤이어 사장직에 취임했다.

## 생애
더그 스펜서 바우저는 1965년 8월 11일 뉴욕에서 태어났다.